# Università di Helmstedt

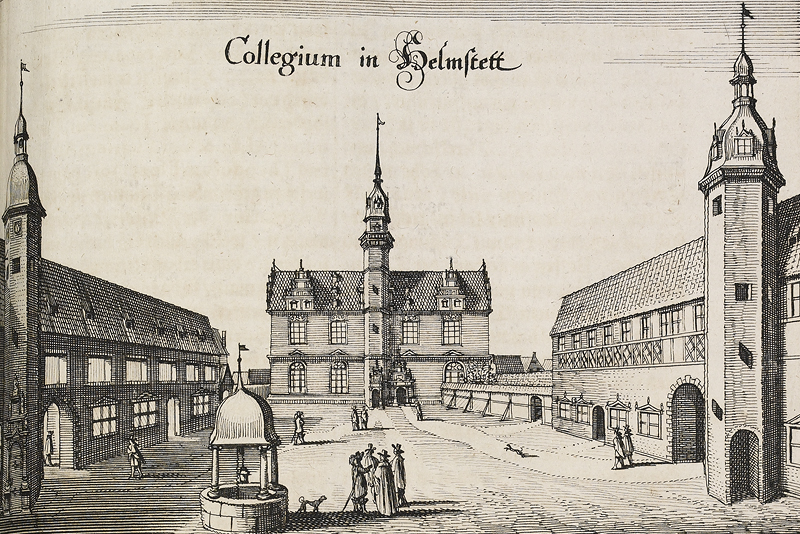
Università di Helmstedt XVII secolo

L'Università di Helmstedt (in tedesco, Universität Helmstedt; nome latino: Academia Julia, «Università di Julius») fu fondata e denominata il 15 ottobre 1576 dal duca Giulio di Brunswick-Wolfenbüttel a Helmstedt, nel Ducato di Brunswick-Wolfenbüttel. Era comunemente nota con il nome Carolina. Cessò l'attività nel 1810.
Era la prima università del ducato e la prima università protestante del nord del Sacro Romano Impero e diventò rapidamente una delle più grandi università in lingua tedesca. I principi di Wolfenbüttel mantenevano la carica di rettore, a partire dal figlio di Giulio di 12 anni, Enrico Giulio di Brunswick-Lüneburg.
L'università aveva quattro facoltà: teologia, giurisprudenza, medicina e filosofia tra cui le sette arti liberali. Il grande auditorium, il Juleum Novum è stato eretto nel 1592.
Nel tardo XVIII secolo, Helmstedt perse fama a favore di nuove università, come l'Università di Gottinga. È stata chiusa nel 1810 su iniziativa di Johannes von Müller, direttore della pubblica istruzione nel Regno di Vestfalia.

## Facoltà dell'Università di Helmstedt
L'insegnamento all'Università di Helmstedt si componeva di tre facoltà professionalizzanti: Teologia, Giurisprudenza e Medicina oltre alla facoltà di Filosofia con le Sette arti liberali.
Normalmente insegnavano quattro professori nella facoltà teologica, giuridica e medica. Nella facoltà di filosofia insegnavano dai sei agli otto professori. Nei suoi 234 anni di attività insegnarono a Helmstedt 279 professori, di cui 60 teologi, 76 giuristi, 46 medici e 97 filosofi.

### Facoltà di Teologia
Johann Lorenz von Mosheim ebbe fino al 1747, oltre ad altri incarichi pubblici, una cattedra all'Università di Helmstedt e fu abate di Mariental e Michaelstein. In seguito prese parte alla costituzione dell'Università di Gottinga, dove insegnò nel 1747 e, in quanto primo e unico studioso della storia dell'Università di Gottinga, divenne cancelliere.

### Facoltà di Medicina

#### Ricerche sull'epilessia
Professore di medicina e botanica, Johann Andreas Stisser (1657–1700), avviò qui i primi studi sull'epilessia e sviluppò i primi rimedi non naturali per la terapia, in contemporanea con il suo collega inglese Thomas Sydenham e 150 anni dopo Paracelso.
Johann Andreas Stisser istituì nel 1692 un giardino di erbe medicinali a proprie spese, non avendo l'università fondi disponibili. A partire da qui si sviluppò il giardino botanico di Helmstedt. Lorenz Heister (1683–1758), chiamato nel 1719 a Helmstedt, decise di vendere il giardino botanico, che nel frattempo era stato lasciato in eredità al'università da Johann Andreas Stisser. Su un'area di 3000 m² dietro la chiesa di Santa Valpurga fu creato un nuovo giardino. Fra gli altri Brandan Meibom fu nel suo periodo di permanenza a Helmstedt, direttore del giardino botanico. L'elenco delle piante presenti è scrupolosamente registrato. Con la chiusura dell'università nel 1810, le piante furono trasferite all'Università di Gottinga.

### Facoltà di Giurisprudenza

#### Storia della facoltà
Il giurista Johannes Borcholten, specializzato in diritto civile, fu il primo professore ordinario della facoltà. Rimase per tutta la vita consigliere della città di Rostock percependo un regolare compenso annuale e, ad esempio, si occupò nel 1584 a Güstrow dell'eredità del duca Ulrich von Mecklenburg. Come prorettore esercitò nel 1577 e nel 1585-86 le funzioni di conte palatino di corte, che erano trasferite all'università. Nel suo periodo di attività da professore ordinario pubblicò molto, fra l'altro anche una perizia sulla navigazione per la città di Magdeburgo, uno dei primi testi di diritto di navigazione.
Sebbene durante la Guerra dei Trent'anni vi fossero truppe poste a difesa dell'università, nel 1625-1626 furono sospese le lezioni per via della peste, che aveva colpito un terzo della popolazione di Helmstedt. Heinrich Wendt, eletto nel 1630 segretario della facoltà, interruppe lo studio e abbandonò, come molti altri studenti, la città.

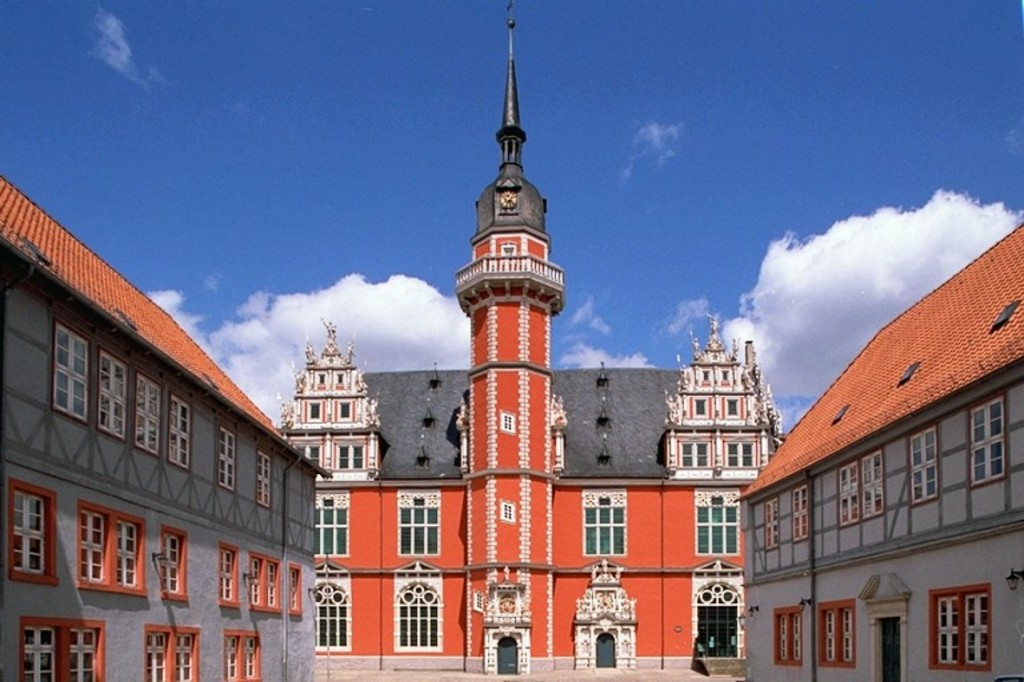
Università di Helmstedt

#### Perizie nei processi per stregoneria
La Constitutio Criminalis Carolina era la base giuridica per il Sacro Romano Impero di Carlo V. Rispetto alla prassi giuridica medievale, si trattava di un progresso, dal momento che l'uso della tortura era regolamentato con precisione e non si faceva ricorso all'ordalia. La certezza della colpa era dichiarata solo in seguito alla confessione dell'accusato, ripetuta anche senza tortura. Tuttavia, questa regola giuridica stabilita dal re cattolico Carlo V non fu completamente adottata nei paesi protestanti. Secondo la Constitutio Criminalis Carolina, la stregoneria doveva essere punita con una multa in proporzione ai suoi reali effetti. Nell'ambito della persecuzione messa in atto nelle regioni di confessione evangelica, le pene furono inasprite poiché la stregoneria rappresentava un legame con il demonio, e quindi punibile con la morte.
La facoltà di giurisprudenza dell'Università di Helmstedt ebbe, ai suoi inizi, questa incombenza. La Università di Rinteln, Università di Rostock (Alma Mater Rostochiensis) e la Università di Wittenberg („Leucorea“) furono le principali referenti per le perizie nei processi per stregoneria. L'applicazione del diritto nelle diverse università era molto diversificata. La facoltà di giurisprudenza delle università di Helmstedt e Rinteln erano note come rappresentanti di una linea oltranzista.
Su richiesta dell'amministrazione, la facoltà giuridica produsse molte perizie. Molto chiaro è il procedimento e la perizia dell'Università di Helmstedt nel processo contro Catharina Ranzebach, detta la „Martensche“, che si svolse nel 1656 presso Schöningen, nella regione di Brunswick.

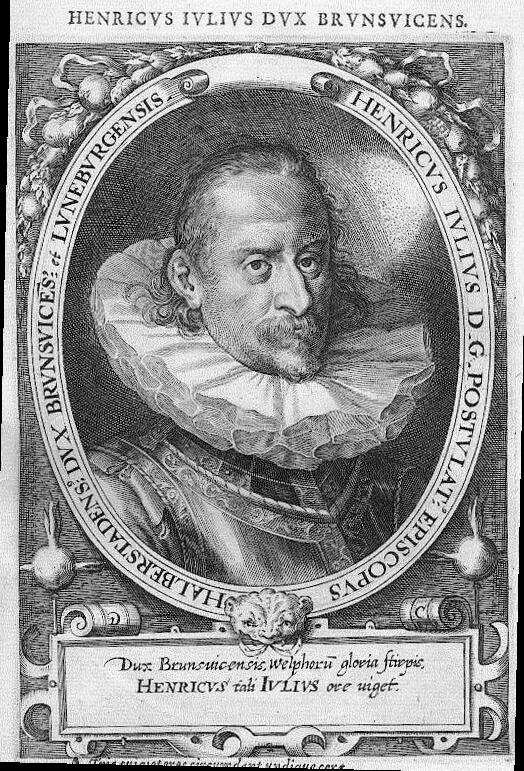
Herzog Heinrich Julius, chiamato "der Hexenbrenner", il "Bruciatore di streghe" 1. Rettore dell'Università
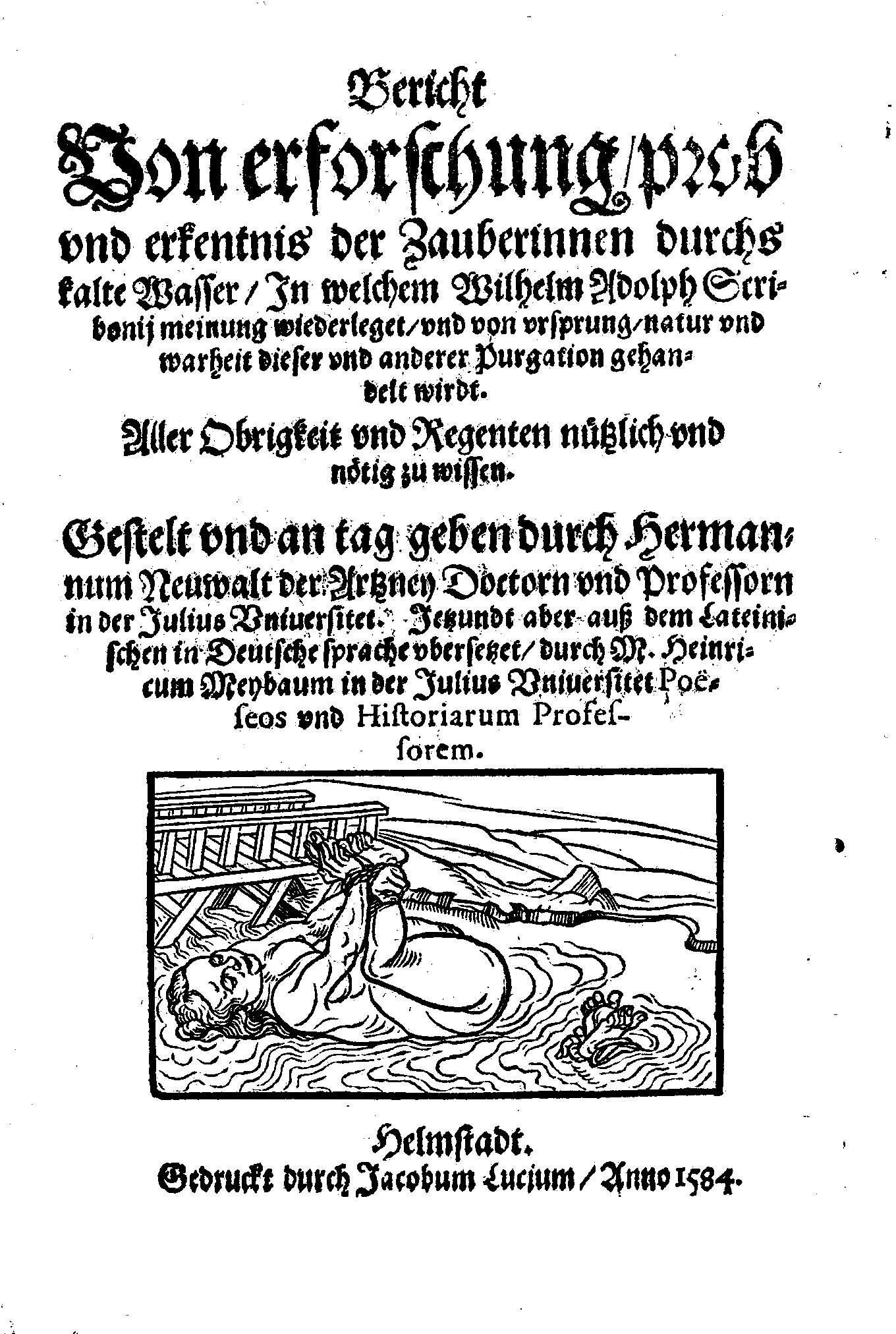
Hermann Neuwalt, Professore di medicina a Helmstedt, 1584, "La prova dell'acqua per le streghe"
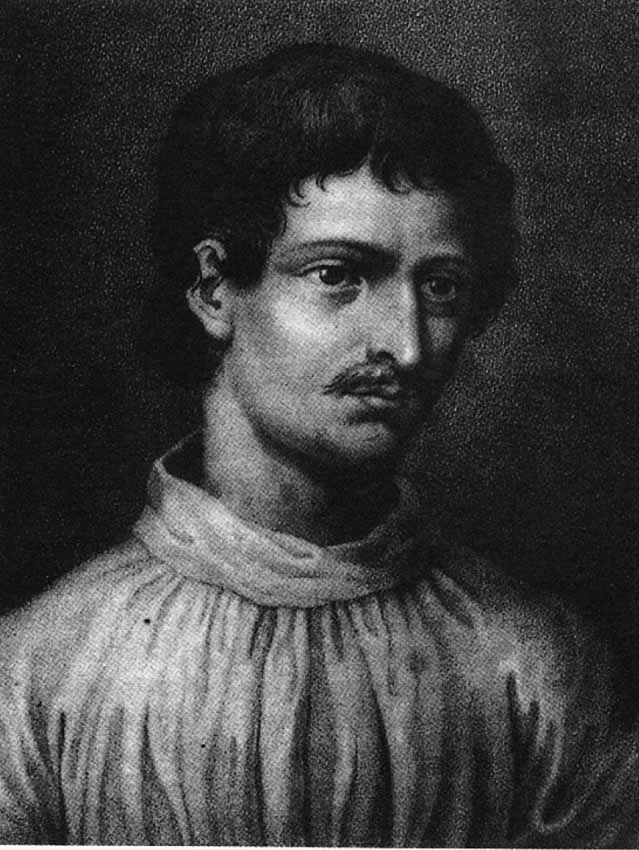
Giordano Bruno, Professore a Helmstedt (1588–1590), mandato al rogo a Roma come eretico nel 1600
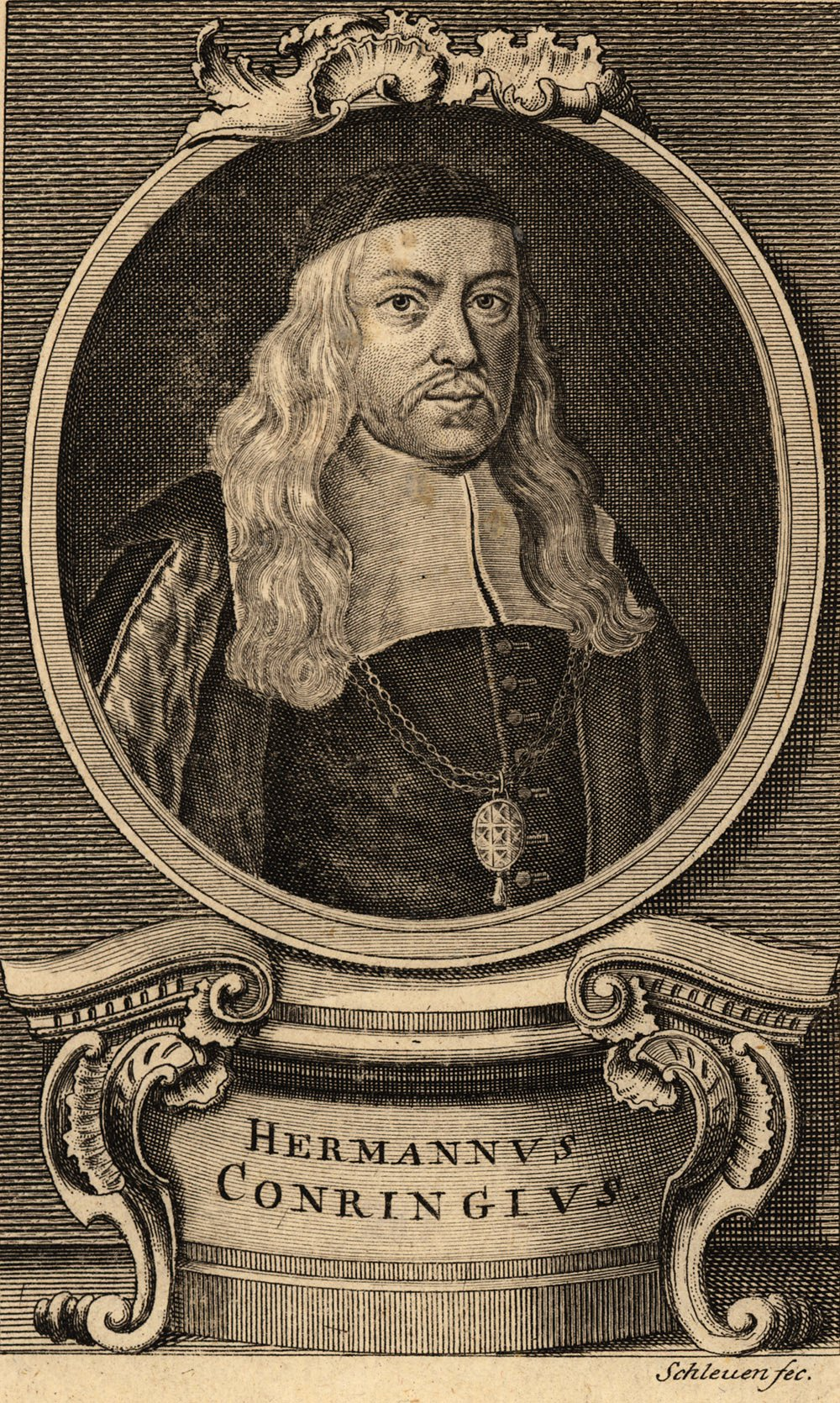
Hermann Conring (1606–1681), fondatore del diritto tedesco